# Caille
Caille je privatni otok površine oko 0,63 km2 koji se nalazi 7 km od sjevernog kraja karipskog otoka Grenade. Nalazi se u blizini otoka Ronde, između Grenade i Carriacoua (Grenadini). Vjeruje se da Cailleovo ime potječe od francuske riječi fra. caillou – šljunak, prema kamenju kojim obiluje krajolik. Uz pješčane plaže i uvale uz obalu obiluje zelenilom, kokosovim palmama i raznim voćkama.
Otok Caille, također poznat kao Isle de Caille ili Ile de Caille, koji se smatra jednim od najmlađih otoka u Malim Antilima. Minimalna arheološka istraživanja pronašla su indijansku keramiku u vulkanskim stijenama, što potvrđuje mladu starost. Čini se da je bilo nenaseljeno tijekom većeg dijela povijesnog razdoblja, ali u kasnom 19./ranom 20. stoljeću Caille je funkcionirao kao kitolovna stanica.

## Vanjske poveznice
- Arhivirana inačica izvorne stranice od 4. prosinca 2021. (Wayback Machine) Službena stranica Île de Caille (francuska varijanta)